# Fluebrig
Der Fluebrig (standarddeutsche Entsprechung Fluhberg) ist ein dreigipfliger Berg zwischen Wägital und Sihltal der Schwyzer Alpen im Osten des Schweizer Kantons Schwyz.
Der höchste Punkt auf 2098 m ü. M. trägt den Namen Diethelm, identisch mit einem im Bezirk March weitverbreiteten Familiennamen. Weitere Bergspitzen sind Wändlispitz auf 1970 m ü. M. mit Gipfelkreuz und Turner auf 2068 m ü. M.
Die Alpen werden im Sommer bewirtschaftet.

## Weblinks

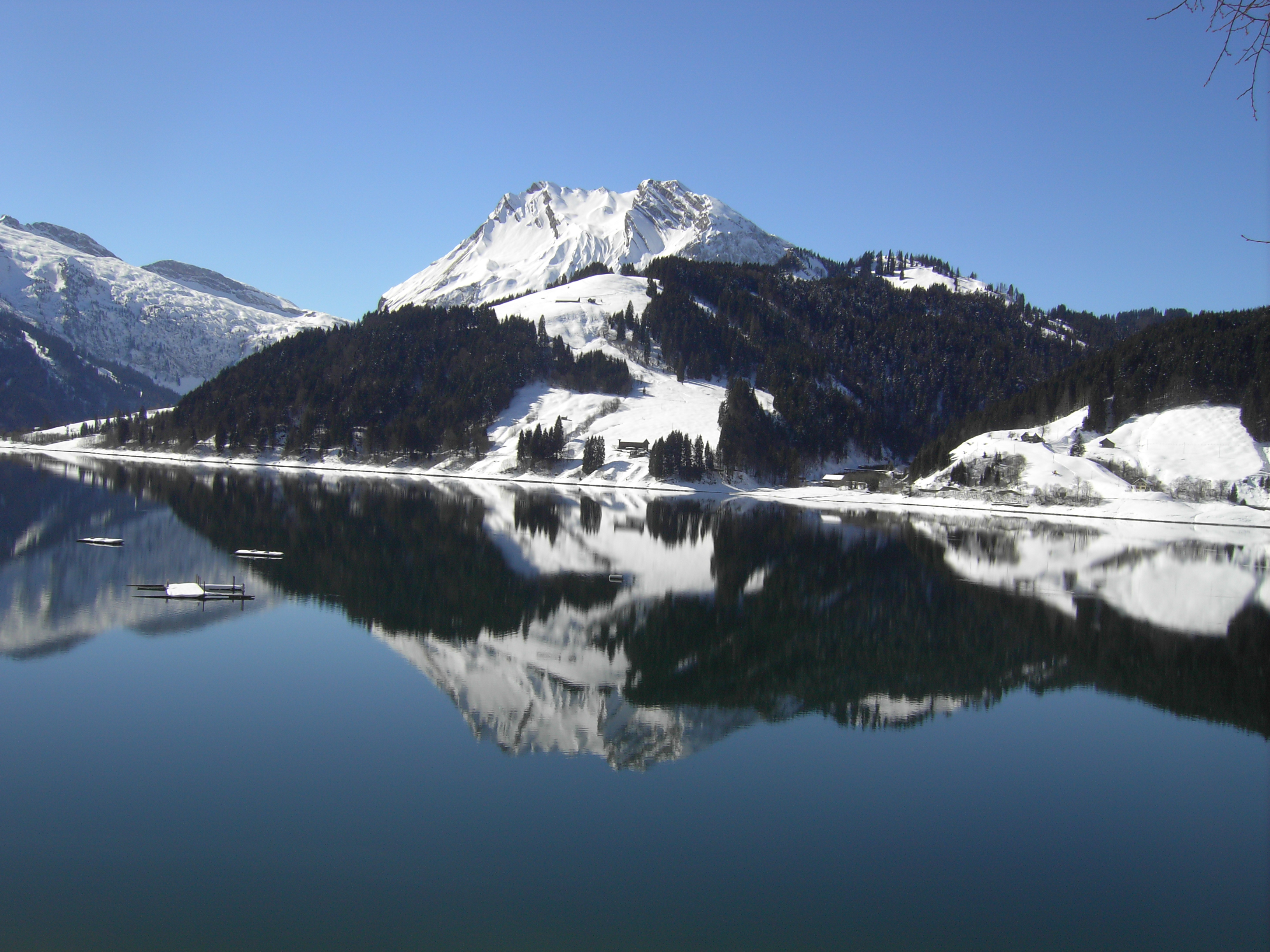
Der Fluebrig vom Wägitalersee her gesehen im Winter

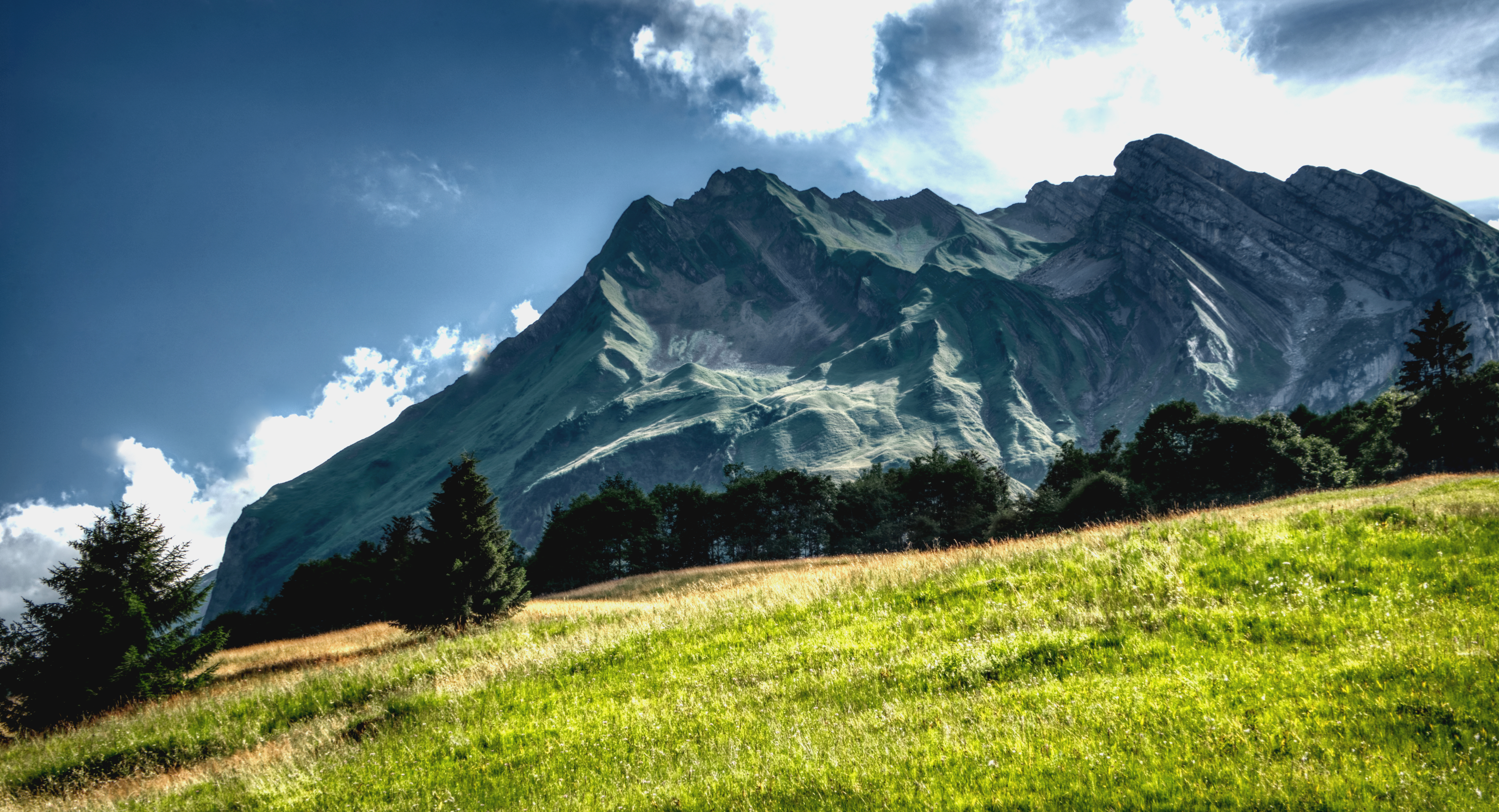
Fluebrig vom Wägitalersee West-Ufer